# Liste von Blockflötisten
Dies ist eine Liste bekannter Blockflötisten und Blockflötistinnen.

## Historische Interpreten
- Arnold Dolmetsch (1858–1940)
- Heinrich Düll (1867–1956)
- Jacob van Eyck (1590–1657)
- Silvestro Ganassi (1492–?)
- Anton Heberle (1780–)
- Jacques-Martin Hotteterre (1674–1763)
- Ernest Krähmer (1795–1837)
- Georg Pezold (1865–1943)

## Interpreten der Gegenwart
- Sakina Abdou (* 1984)
- Giovanni Antonini (* 1965)
- María Martínez Ayerza
- Pieter-Jan Belder (* 1966)
- David Bellugi (1954–2017)
- Josephine Bode (* 1982)
- Simon Borutzki
- Andreas Böhlen (* 1983)
- Kees Boeke (* 1950)
- Pierre Boragno (* 1957)
- Erik Bosgraaf (* 1980)
- Gerhard Braun (1932–2016)
- Frans Brüggen (1934–2014)
- Klaus Büchner (* 1948)
- Helge Burggrabe (* 1973)
- Angélica Castelló (* 1972)
- René Clemencic (1928–2022)
- LaNoue Davenport (1922–1999)
- Kerstin de Witt (* 1976)
- Carl Dolmetsch (1911–1997)
- Ulrike Engelke (* 1941)
- Susanne Ehrhardt
- Robert Ehrlich (* 1965)
- Elaine Fine (* 1959)
- Sabrina Frey (* 1978)
- Gabriel Garrido (* 1950)
- Hester Groenleer (* 1980)
- Pierre Hamon (* 1957)
- Walter van Hauwe (* 1948)
- Sylvia Hinz (* 1968)
- Günther Höller (1937–2016)
- Lucie Horsch (* 1999)
- Friedrich von Huene (1929–2016)
- Hans-Jürgen Hufeisen (* 1954)
- Magali Imbert (* 1958)
- Jorge Isaac (* 1974)
- Daniel Koschitzki (* 1978)
- Konrad Lechner (1911–1989)
- Paul Leenhouts (* 1957)
- Volker Leiß (* 1966)
- Hans-Martin Linde (* 1930)
- Jakob Manz (* 2001)
- Matthias Maute (* 1963)
- Hans-Jürg Meier (1964–2015)
- Winfried Michel (* 1948)
- Jan Nigges (* 1994)
- Luise Catenhusen
- Carlos Núñez (* 1971)
- Dorothee Oberlinger (* 1969)
- Michael Oman (* 1963)
- Gabriel Pérsico (* 1955)
- Michala Petri (* 1958)
- Ulrike Petritzki (* 1964)
- Andreas Prittwitz (* 1960)
- Anthony Rowland-Jones (1926–2020)
- Eva Maria Schieffer (* 1971)
- Michael Schneider (* 1953)
- Nadja Schubert (* 1971)
- Jeremias Schwarzer (* 1969)
- Karel van Steenhoven (* 1958)
- Maurice Steger (* 1971)
- Jiří Stivín (* 1942)
- Dominik Strycharski (* 1975)
- Stefan Temmingh (* 1978)
- Han Tol (* 1957)
- Tui St. George Tucker (1924–2004)
- Marion Verbruggen (* 1950)
- Michael Vetter (1943–2013)
- Heida Vissing (* 1964)
- Barbara Wappmann-Sulzer (* 1941)
- Waldemar Woehl (1902–1976)
- Markus Zahnhausen (1965–2022)
- Manfredo Zimmermann (* 1952)
- Ágnes Zsigmondi (* ≈1954)